# Răpirea fecioarelor
Răpirea fecioarelor este un film românesc din 1968, regizat de Dinu Cocea după un scenariu scris de Eugen Barbu, Mihai Opriș și Dinu Cocea. El este cel de-al doilea film din seria Haiducii. Rolurile principale sunt interpretate de actorii Emanoil Petruț, Marga Barbu, George Constantin, Toma Caragiu, Olga Tudorache, Gheorghe Ionescu-Gion și Florin Scărlătescu.

## Rezumat
În secvențele de început ale filmului se specifică următoarele: „Începutul veacului al 19-lea... Cete de turci, conduse de temutul Pazvanoglu, pașă din Vidin, jefuiau sălbatic Țara Românească, fără să întîmpine nici o împotrivire din parte cîrmuirii fanariote.”.
La începutul secolului al XIX-lea, printr-o tacită înțelegere cu doamna Haricleea, care dorește să-și îndepărteze soțul de la tron, bandele lui Pazvanoglu, pașa de Vidin, atacă fără milă satele, răpind fete. Haricleea își trimite fiul la adăpost, la o mănăstire, dar haiducii lui Amza îl răpesc, pentru a-l da în schimbul încetării jafurilor. În timp ce haiducii urmăresc un boier, care vrea să fugă din țară cu averea, Pazvanoglu atacă din nou. La rândul lor, haiducii, ajutați de Anita, pătrund în palatul pașei și eliberează fetele. În haosul creat, fiul Haricleei este ucis.

## Distribuție
- Emanoil Petruț — căpetenia de haiduci Amza
- Marga Barbu — hangița Anița, ibovnica lui Amza
- George Constantin — Pazvanoglu, pașa din Vidin
- Toma Caragiu — haiducul Răspopitul
- Olga Tudorache — Doamna Haricleea, soția lui Vodă Hangerli
- Gheorghe Ionescu-Gion — Vodă Hangerli (menționat Gh. Ionescu Gion)
- Florin Scărlătescu — vel-vistiernicul Dudescu, vărul doamnei Haricleea
- Tanți Cocea — mama lui Amza
- Alexandru Giugaru — boierul Hristea Belivacă
- Colea Răutu — Ibrahim, omul de încredere al pașei
- Marian Hudac — beizadea Hrisanti, fiul doamnei Haricleea
- Mihai Pălădescu — Maillard, sfetnicul lui Pazvanoglu
- Elena Buhoci-Gurgulescu — țiganca Fira (Menționată Ileana Gurgulescu)
- Jean Constantin — țiganul Parpanghel
- Elena Caragiu — fecioară răpită
- Draga Olteanu-Matei — Marghiolița, soția boierului Belivacă (menționată Draga Olteanu)
- Telly Barbu — doica
- Ecaterina Paraschivescu — Ioana, sora lui Amza (menționată E. Paraschivescu)
- Aimée Iacobescu — Catrina, fiica morarului Dobre
- Lucia Boga — fecioară răpită
- Marin Moraru — haiducul Dascălu
- Constantin Guriță — haiducul Duduveică
- Ernest Maftei — haiducul Mitrună
- Mihai Berechet
- Papil Panduru
- Manea Enache
- Carmen Petrescu
- Alexandru Chirlea
- Tedy Dumitriu
- Jean Lorin Florescu — omul de încredere al doamnei Haricleea
- Alexandru Giovani
- Mihai Badiu
- Nicolae Rășcănescu
- Nicolae Șaramet
- Nicolae Dolea
- Lucian Purdea
- Dinu Niculescu
- Mihai Soroțchi
- Constantin Prișcoveanu
- Mircea Pascu
- Tudor Stavru
- Ion Polizache
- Gheorghe Mazilu
- Zoe Anghel Stanca
- Dorina Done
- Maria Lăzăreanu-Duca
- Nora Șerban
- Ștefan Udangiu
- Decebal Celea
- Arcadie Donos
- Nicolae Bălănescu
- Gheorghe Novac
- Tănase Gavril
- Abibulah Ferrat

## Producție
Realizatorii filmului au apelat la mai mulți consilieri: Nicolae Stoicescu (istoric), Ion Apahideanu (hipic) și Lucian Purdea (lupte). Regizor secund a fost Nicolae Corjos, iar operator filmări combinate ing. Alexandru Popescu, fratele regizorului Ion Popescu-Gopo. Muzica a fost interpretată de Orchestra Simfonică a Cinematografiei dirijată de Constantin Bugeanu. Înregistrarea muzicii a fost efectuată de ing. Valentin Bude.

## Recepție
Filmul Răpirea fecioarelor a avut parte de un mare succes la public, fiind vizionat de 5.302.273 de spectatori la cinematografele din România, după cum atestă o situație a numărului de spectatori înregistrat de filmele românești de la data premierei și până la data de 31.12.2007 alcătuită de Centrul Național al Cinematografiei. 
Analizând evoluția filmului românesc în perioada 1950-1975 în studiul „Un sfert de veac de film românesc” (1975), criticul Ecaterina Oproiu considera că filmele cu haiduci au urmat modelul filmelor de capă și spadă, cărora le-au adăugat elemente specific naționale, plasându-se într-o zonă limitrofă a filonului istoric. Ea scria următoarele: „În zonele limitrofe, ale «epopeii naționale», se dezvoltă o producție care, fără să renunțe la valorile educative, pune accentul pe divertisment și preia fără reticențe metodele filmului de capă și spadă, colorându-l cu vopsele naționale. Titlul cel mai semnificativ este Haiducii, un
serial de mare popularitate, povestind bravurile unor «pardaillani» valahi, mușchetari în ițari și justițiari pe cont propriu, care «iau de la bogați ca să dea la săraci», bagă spaima în împilatori și apoi se retrag în codri, lăsând în urmă legende, ochi plânși de femeie, ecourile chefurilor cu lăutari și filozofia lor din vreme de popas: «toată lumea să trăiască, numai noi să nu murim!»”.
Călin Căliman considera că acest serial cu haiduci a avut o „intrigă atractivă și bine articulată”, motive folclorice și personaje pitorești. El a prilejuit câteva creații actoricești memorabile, printre care Răspopitul interpretat de Toma Caragiu și Anița interpretată de Marga Barbu, comparată de critic cu o „marchiză a haiducilor” prin analogie cu „marchiza îngerilor”, un personaj de film francez celebru în epocă. Filmările au fost realizate într-un cadru natural spectaculos, pe ritmurile unei muzici cu inflexiuni haiducești. Filmul a „prins” la public, determinând realizarea de continuări.
Criticul Tudor Caranfil a dat filmului doar o stea din cinci și a făcut următorul comentariu: „Răpirea fecioarelor ca și „desțărarea” pruncilor declanșează o incursiune a haiducilor în subteranele cetății turcești, în timp ce înfruntarea dintre Amza și Pazvanoglu atinge apogeul. Al doilea episod al Haiducilor (în care Besoiu îi cedează, în mod arbitrar, rolul lui Petruț) ia forma unei intrigi de curte dominată de patima aurului și setea de mărire. Cocea și Barbu ezită în filmele lor haiducești între formula de capă și spadă și cea a comediei populare doldora de snoave și vorbe de duh. În cazul de față se preferă un pitoresc tablou de moravuri, pretext pentru procesiuni religioase și panorame de păpușari, străvechi obiceiuri de nuntă și ritualuri de trecere la mahomedanism, vizite în palatele lui Hangerli și pașei din Vidin. Spre deosebire de primul episod, filmul nu mai conține drame, ci doar peripeții. Mai grav e că, deși „de acțiune”, e înzestrat cu dialoguri de ambiție cripto-literară în care până și un nevolnic idiot domnesc se exprimă astfel: „Nu mi-e tată! În mine nu hărnicește sângele lui...” Remarcabilă, doar, prezența Olgăi Tudorache. Filmul a adus 5.300.000 de spectatori.”

## Premii
Seria Haiducii (Haiducii, Răpirea fecioarelor și Răzbunarea haiducilor) a fost distinsă în 1971 cu trei premii ale Asociației Cineaștilor din România (ACIN): Eugen Barbu a primit Premiul pentru scenariu (împreună cu Titus Popovici) - pentru filmul Facerea lumii și contribuția la seriile Haiducii și Urmărirea , Marga Barbu a primit Premiul pentru interpretare feminină (împreună cu Ioana Bulcă și Irina Petrescu) - pentru rolurile din seriile Haiducii, Urmărirea și din filmul Facerea lumii, Hortensia Georgescu a primit Premiul pentru costume - pentru costumele din filmul Mihai Viteazul și din seria Haiducii.